# Cugucia
La cugucia es un mal uso señorial que existió en la Corona de Aragón durante la Edad Media, aunque luego cayó en desuso por su carácter abusivo. La palabra cugucia procede del catalán popular que conocía al cucut o cuclillo como a un ave cornuda. Explicación de las palabras cugus y cugucia por el carácter lúbrico de la ave el cuclillo (cucut) en la mitología y tradiciones populares. La prestación que el payés debía hacer al señor en caso de que su mujer cometiera adulterio y que consistía en la apropiación de la mitad de los bienes de la adúltera.